# Norodom af Cambodja
Norodom (født 3. februar 1834, død 24. april 1904) var konge af Cambodja fra 19. oktober 1860 til 24. april 1904.
Norodom var søn af kong Ang Duong som var vasal til nabolandene Thailand og Vietnam. Kort efter at Norodom besteg tronen i 1860 begyndte Frankrig at erobre Sydvietnam. I 1863 godkendte han Frankrigs protektorat over Cambodja.
I 1866 blev Phnom Penh Cambodjas hovedstad.
I 1884 måtte Norodom underskrive en ny traktat der gav den franske kolonialadministration fuld magt over landet. Norodoms styre blev til en marionetregering og Cambodja blev indlemmet i Fransk Indokina.